# Brett Kulak
Brett Kulak, född 6 januari 1994, är en kanadensisk professionell ishockeyspelare spelar för Edmonton Oilers i NHL.
Han har tidigare spelat på NHL-nivå för Montreal Canadiens och Calgary Flames och på lägre nivåer för Adirondack Flames och Abbotsford Heat i AHL, Colorado Eagles i ECHL och Vancouver Giants i Western Hockey League (WHL).
Kulak draftades i fjärde rundan i 2012 års draft av Calgary Flames som 105:e spelare totalt.

## Statistik
| 2008–2009   | PAC Timberwolves Bantam AAA   | AMBHL       | 33  | 2  | 19 | 21  | 28  | —  | — | — | —  | —  |
| 2009–2010   | PAC Saints Minor Midget AAA   | AMMHL       | 32  | 4  | 34 | 38  | 42  | 10 | 2 | 8 | 10 | 14 |
| 2010–2011   | St. Albert Raiders Midget AAA | AMHL        | 31  | 9  | 18 | 27  | 71  | 5  | 1 | 1 | 2  | 0  |
|             | Vancouver Giants              | WHL         | 3   | 0  | 0  | 0   | 0   | —  | — | — | —  | —  |
| 2011–2012   | Vancouver Giants              | WHL         | 72  | 9  | 15 | 24  | 22  | 6  | 0 | 4 | 4  | 2  |
| 2012–2013   | Vancouver Giants              | WHL         | 72  | 12 | 32 | 44  | 34  | —  | — | — | —  | —  |
|             | Abbotsford Heat               | AHL         | 4   | 0  | 0  | 0   | 0   | —  | — | — | —  | —  |
| 2013–2014   | Vancouver Giants              | WHL         | 69  | 14 | 46 | 60  | 51  | 4  | 1 | 2 | 3  | 7  |
|             | Abbotsford Heat               | AHL         | 6   | 1  | 2  | 3   | 2   | 4  | 0 | 0 | 0  | 2  |
| 2014–2015   | Calgary Flames                | NHL         | 1   | 0  | 0  | 0   | 2   | —  | — | — | —  | —  |
|             | Adirondack Flames             | AHL         | 22  | 4  | 4  | 8   | 27  | —  | — | — | —  | —  |
|             | Colorado Eagles               | ECHL        | 39  | 9  | 21 | 30  | 15  | —  | — | — | —  | —  |
| NHL totalt  | NHL totalt                    | NHL totalt  | 1   | 0  | 0  | 0   | 2   | —  | — | — | —  | —  |
| AHL totalt  | AHL totalt                    | AHL totalt  | 32  | 5  | 6  | 11  | 29  | 4  | 0 | 0 | 0  | 2  |
| ECHL totalt | ECHL totalt                   | ECHL totalt | 39  | 9  | 21 | 30  | 15  | —  | — | — | —  | —  |
| WHL totalt  | WHL totalt                    | WHL totalt  | 216 | 35 | 93 | 128 | 107 | 10 | 1 | 6 | 7  | 9  |